# Sozialgeschichte des Klaviers

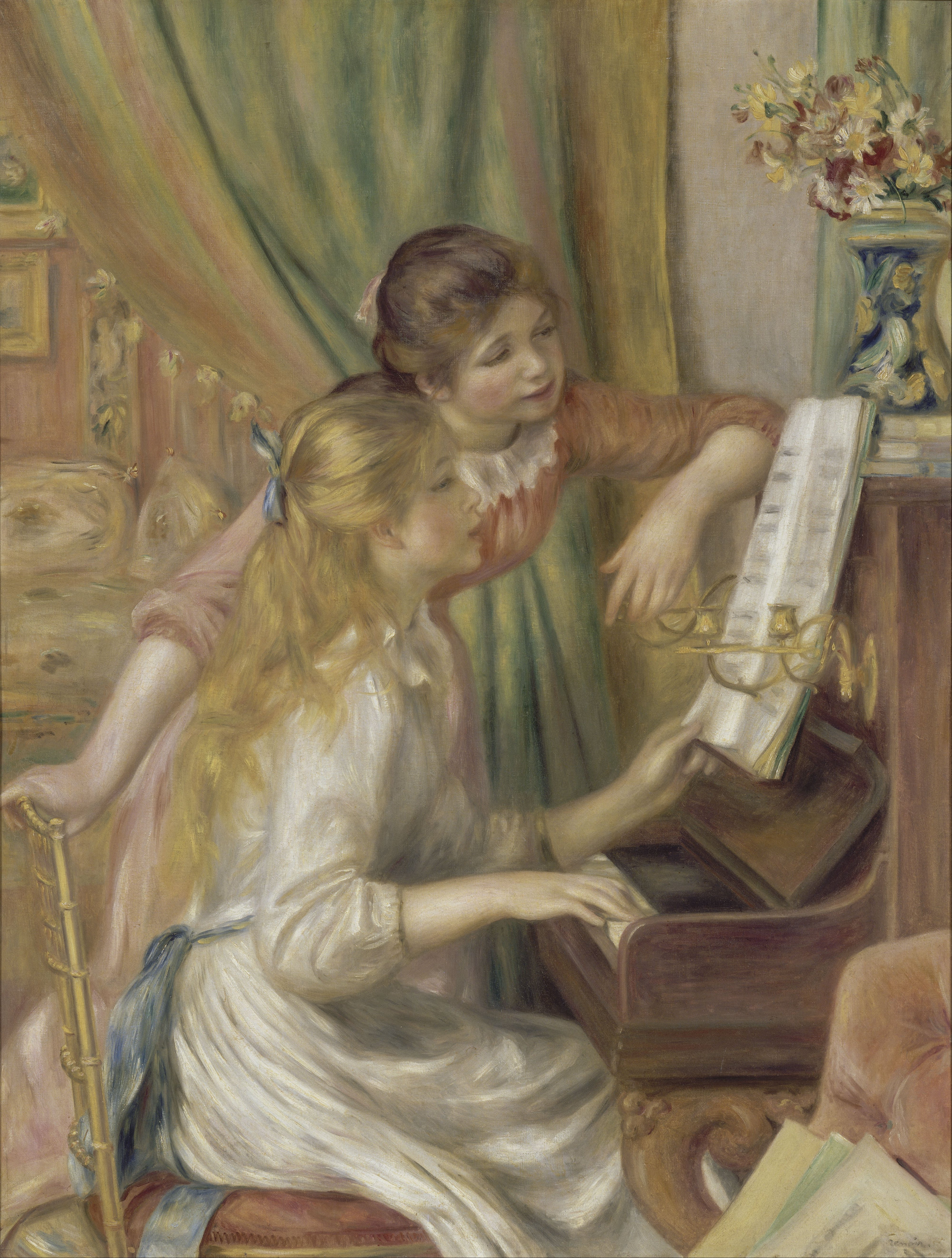
„Jeunes filles au piano“ („Mädchen am Klavier“) von Pierre-Auguste Renoir, gemalt 1892. Musée d’Orsay, Paris.

Die Sozialgeschichte des Klaviers ist eine historische Betrachtung der Rolle des Instruments in der Gesellschaft. Das Klavier wurde am Ende des 17. Jahrhunderts erfunden und etablierte sich in der westlichen Gesellschaft seit Ende des 18. Jahrhunderts.

## Frühe Jahre
Um das Jahr 1700 von Bartolomeo Cristofori für seinen reichen Arbeitgeber Ferdinando de’ Medici entwickelt, war das Klavier eine spektakuläre Neuerung. Erstmals konnten auf einem Tasteninstrument laute und leise Töne durch einen unterschiedlich starken Anschlag realisiert werden. Die Anschaffung und Wartung waren extrem teuer. Für einige Zeit nach seiner Erfindung war das Klavier lediglich im Besitz von Königen (Beispielsweise von Portugal und Preußen) (siehe Hauptartikel Hammerklavier). Auch während des 18. und frühen 19. Jahrhunderts lagen Klaviere außerhalb der finanziellen Reichweite der durchschnittlichen Haushalte und die Klaviere jener Zeit waren generell Eigentum des Adels und der Aristokratie.

## Pianos und Frauen
Sowohl Parakilas als auch Loesser betonen die Verbindung zwischen Klavieren und dem weiblichen Geschlecht. Klavierunterricht zu bekommen war offenbar für Mädchen weiter verbreitet als für Jungen. Es war auch weitenteils akzeptiert, dass die Fähigkeit, Klavier spielen zu können, die jungen Frauen als Ehefrauen begehrter machte.

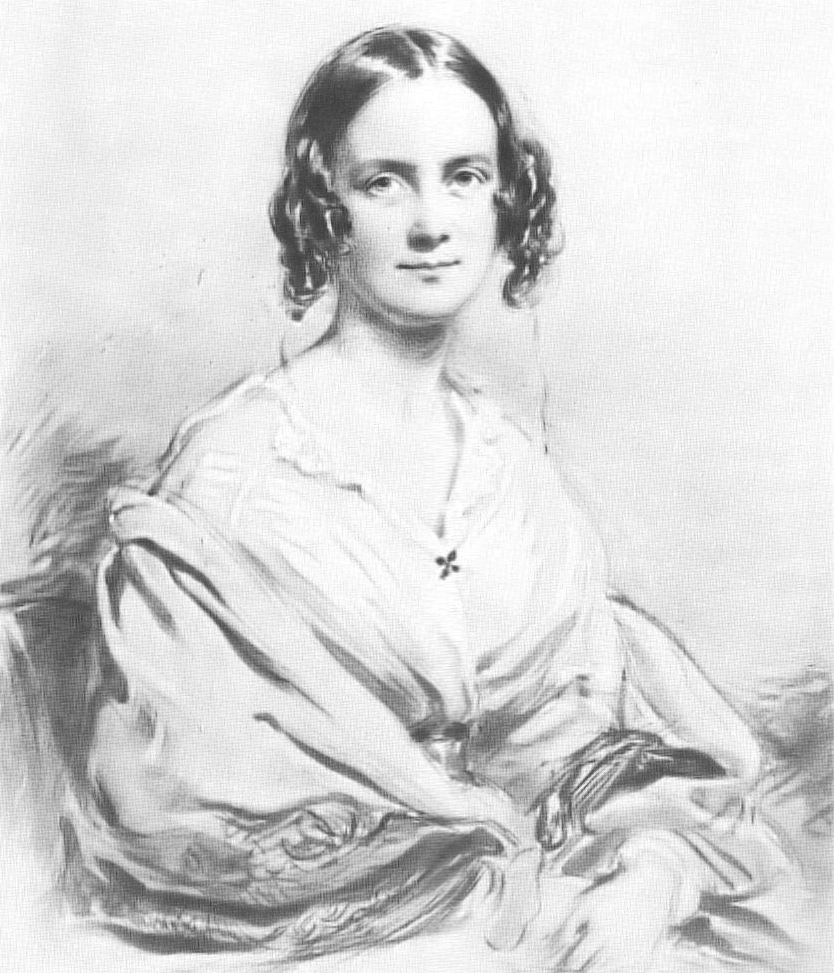
Emma Wedgwood Darwin

Frauen, die als Kinder das Klavierspiel erlernten, behielten dies als Erwachsene oftmals bei und brachten so Musik in ihre Haushalte. Zum Beispiel nahm Emma Wedgwood (1808–1896), die Enkelin des wohlhabenden Industriellen Josiah Wedgwood, Klavierunterricht bei niemand Geringerem als Frédéric Chopin und erreichte offenbar eine gute Kunstfertigkeit darin. Nach ihrer Heirat mit Charles Darwin spielte Emma weiterhin täglich Klavier, während ihr Ehemann ihr gern zuhörte.
Eine Anzahl weiblicher Klavierschüler wurde regelrecht zu Virtuosen, und die Fähigkeiten von Klavierspielerinnen inspirierten die Arbeiten von Haydn, Mozart und Beethoven, die allesamt schwierig zu spielende Klavierstücke ihren Freundinnen widmeten. Allerdings standen Karrieren als Konzertmusiker typischerweise nur Männern offen – eine wichtige Ausnahme war später Clara Schumann.

## Verbreitung des Klaviers
Im Verlauf des 19. und 20. Jahrhunderts wurde die Mittelklasse sowohl nach Zahl der Personen als auch nach wirtschaftlichen Mitteln größer. Dieser Aufstieg fand eine Parallele in der gesteigerten Bedeutung häuslicher Klaviermusik, als immer mehr Menschen Klaviere und Klavierunterricht kaufen konnten. Das Klavier wurde auch allgemein gebräuchlich in Gemeinschaftseinrichtungen wie Schulen, Hotels und öffentlichen Sälen. Im Zuge der Ausbreitung westlichen Lebensstils auch in anderen Weltgegenden wurden auch dort Klaviere mehr und mehr gebräuchlich, zum Beispiel in Japan.
Das Musizieren gehörte für viele Menschen zum Alltag. Insbesondere bildete sich in den arbeitenden Schichten eine Volksmusik heraus, die ohne schriftliche Noten überliefert und von allen gesungen wurde. Die Eltern von Joseph Haydn (1732–1809) konnten keine Noten lesen, aber Haydns Vater Mathias (der als Stellmacher arbeitete) lehrte ihn das Harfenspiel, und die Haydn-Familie spielte und sang häufig gemeinsam. Mit zunehmendem Wohlstand konnten sich mehr Menschen Klaviere leisten und passten ihre häuslich-musikalischen Fertigkeiten entsprechend an das neue Instrument an; das Klavier wurde zu einer wichtigen Quelle von Musik in den Haushalten.
Amateurpianisten eiferten oft den führenden Klavierspielern und Komponisten nach. Professionelle Virtuosen beschrieben in Büchern Methoden, das Klavierspiel zu erlernen, die sich bestens verkauften. Die Virtuosen bereiteten auch ihre eigenen Ausgaben klassischer Musik auf, die detaillierte Angaben zu Tempo und Ausdruck enthielten, um die Amateure anzuleiten, die ihrem Spiel nacheifern wollten. (Heutzutage werden Studenten oft angehalten, nach einem Urtext zu arbeiten.) Die Klavierkompositionen großer Komponisten verkauften sich oft gut unter Amateuren, obwohl sie – angefangen bei Beethoven – oft bei weitem für jedermann außer hoch trainierten Talenten zu schwer waren, um perfekt gespielt zu werden. Offenbar verschafften sich Amateure Freude, indem sie den großen Vorbildern so nahe wie möglich kommen wollten, auch wenn sie es letztlich nicht schafften, ein Stück von Anfang bis Ende fehlerfrei zu spielen.
Eine favorisierte Form des Klavierspiels war das vierhändige Spiel, bei dem zwei Klavierspieler Seite an Seite an einem einzelnen Klavier sitzen. Diese Werke waren häufig Arrangements von Orchesterwerken und dienten in der Zeit bevor technische Möglichkeiten entstanden waren, Musik aufzuzeichnen, der Wissensverbreitung und dem Einstudieren neuer Orchesterstücke, auch wenn ein Orchester nicht vor Ort präsent war. Manchmal wurde zu Klavierspiel auch mit einem anderen Instrument gespielt oder zum Klavierspiel gesungen.
Eltern, deren Kinder ungewöhnliches Talent zeigten, drängten sie oft zu einer Karriere als Profi und warfen sich manchmal tief in Schulden, um die Ausbildung zu ermöglichen. Artur Schnabels Buch Mein Leben und die Musik zeichnet ein lebendiges Bild seiner eigenen Erfahrungen entlang dieser Verhältnisse, die sich im Österreich-Ungarn des ausgehenden 19. Jahrhunderts fanden.

## 20. Jahrhundert

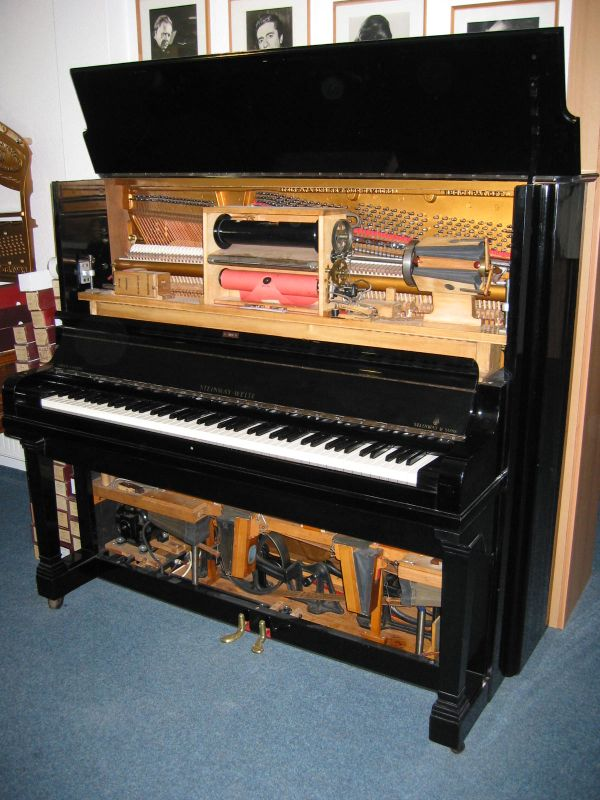
Reproduktionsklavier von Steinway-Welte-Mignon, 1919

Der Status des Klaviers in den Familien blieb unverändert, bis der Fortschritt der Technik die Freude an der Musik auch in passiver Form zu genießen erlaubte. Zuerst das „Elektrische Klavier“ (ca. ab 1900), dann der Phonograph (der im Jahrzehnt vor dem Ersten Weltkrieg Allgemeingut wurde), dann das Radio in den 1920ern lösten einen großen Rückgang des Amateur-Klavierspiels als heimische Freizeitgestaltung aus. Während der Großen Rezession in den 1930ern gingen die Klavierverkäufe drastisch zurück und viele Hersteller stellten ihr Geschäft ein.

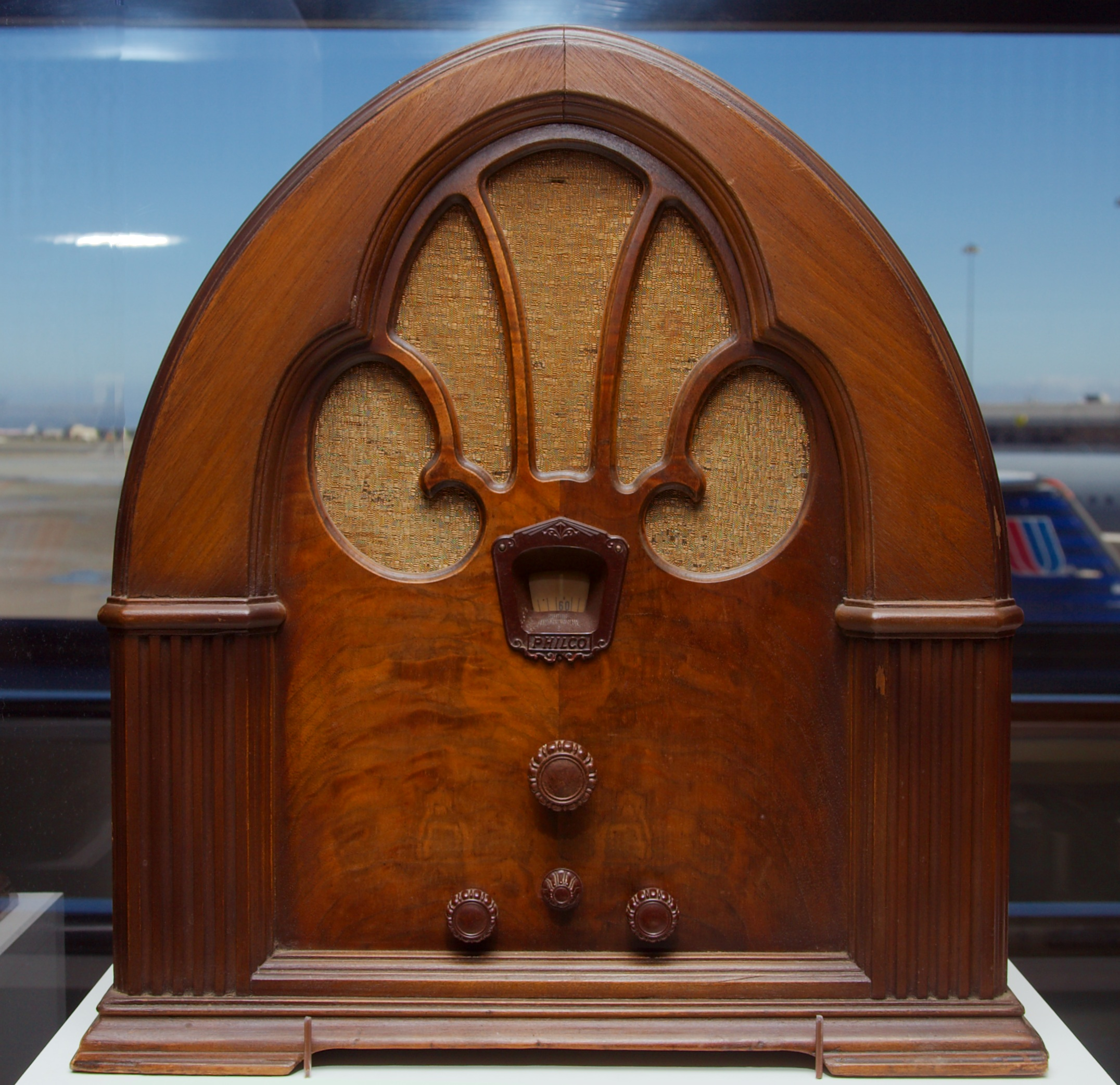
Philco 90 – Radio im „Kathedralstil“ 1931

In der zweiten Hälfte des 20. Jhs. verbreiteten sich Keyboards,  E-Pianos und Musiksoftware, die es ermöglicht Klavierstücke digital zu variieren. Weite Verbreitung hat die Klaviermusik auch durch moderne Musikstudios und die Populäre Klassik gefunden.